# David Watson
David Watson, född 19 december 1968, är en brittisk professionell dansare och koreograf bosatt i Sverige. Han är bland annat känd från TV-programmet Let’s Dance på TV4. I första säsongen av programmet år 2006 kom han till final. Han jobbar nu som exekutiv dansproducent och koreograf för Let’s Dance. Han har i tidigare säsonger dansat med sångerskorna Anna Book och Helena Paparizou.

## Biografi
Watson har koreograferat flera öppningsnummer för Let’s Dance. Han har även koreograferat ett flertal vinjetter, trailers och sponsor billboards för Let’s Dance. Watson har gjort framträdanden i över 90 olika storstäder runt om i världen i bland annat i Radio City Music Hall, Royal Albert Hall, Le Sporting Club i Monte Carlo, Tokyo Forum i Tokyo och The Great Hall i Peking.
Watson har uppträtt för sångaren sir Elton John vid två olika tillfällen, bland annat i hans eget hem. Han har också framträtt i många TV-shower över hela världen, bland andra Children in Need i London, The Today Show i New York och Wetten Dass i Tyskland. Watson har haft egen dansskola i fem säsonger i rad i tv-programmet Go´kväll på SVT tillsammans med hustrun Malin Watson. Paret har skrivit en bok tillsammans, "David & Malins dansskola" utgiven av bokförlaget Forum. Paret har två söner tillsammans och bor i Stockholm.

## Meriter
- Vinnare av The United Kingdom Rising Star Latin American Championships i London.
- Vinnare av det prestigefyllda priset The Carl Alan Award i London.
- Flerfaldig semifinalist på EM, VM och British Open Championships.
- Varit på åtskilliga världsturnéer med den internationella succédansshowen Burn the Floor i Australien, USA, Japan, Kina och Europa.